# Jade Warrior

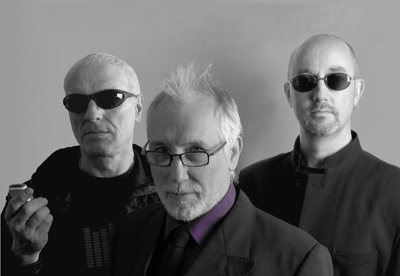
Glyn Havard, Jon Field und Dave Sturt (v. l. n. r.)

Jade Warrior sind eine britische Musikgruppe, 1970 gegründet, 1978 vorübergehend aufgelöst und 1984 reformiert. 

## Geschichte
Zur Urbesetzung gehörten Tony Duhig (* 1941 - † 1990, Gitarre), Jon Field (Flöte, Perkussion, Keyboards, Cello) und Glyn Havard (Gesang, Bass). Die erste selbstbetitelte LP verband Poesie, afrikanische Rhythmen und experimentelle Rockmusik mit starken Improvisationsanteilen. Märchenhafte Themen, ausgefallene Klangbilder und ungewöhnliche Instrumentierungen sollten alle weiteren Alben von Jade Warrior bestimmen. Trotz der Ähnlichkeiten zu der Musik von Jimi Hendrix, Santana, Jethro Tull und den frühen Pink Floyd verfolgten sie stets ein sehr eigenständiges Konzept, das „stilistisch alle Grenzen sprengte“ (Rockmusiklexikon, Christian Graf) zwischen Rock (Musik), Jazz, Folk und E-Musik. Die ersten drei Alben erschienen bei dem einschlägigen Progressive-Rock-Label Vertigo Records.
1974 wechselten sie zu Island und trennten sich dabei von Bassist und Sänger Glyn Havard. Nunmehr rein instrumental gehalten entfernten sich Jade Warrior weiter vom üblichen Rockband-Format. Dabei verbanden sie die Lebendigkeit von populärer Musik mit der Sensibilität für Klangfarben und Dynamik, wie man sie sonst nur aus der Konzertmusik kennt. Tony Duhig und Jon Field arbeiteten mit Frauenchören und kammermusikalischen Besetzungen (Harfe, Streichquintett). Improvisationsanteile spielten nach wie vor jedoch eine große Rolle, was sich ideal mit der offenen Bandbesetzung ergänzte. So setzten Gast-Solisten wie Steve Winwood (Keyboards), Fred Frith von Henry Cow (Viola) und Tony Duhigs Bruder Dave (Solo-Gitarre) überraschende Akzente auf den kommenden Alben. Häufig lieferten Naturerscheinungen wie auf „Waves“ oder Mythen und Sagen wie auf „Kites“ den thematischen Rahmen für die Musik.
Die Band pausierte 1978 mit dem Album Way of the Sun. Auf dem Label Pulse meldeten sie sich 1984 zurück. Der Tod von Gitarrist Tony Duhig sorgte für eine weitere Pause. Erst 1992 erschien mit Breathing the Storm ein neues Projekt auf dem Label Voiceprint Records. Hier folgte im Jahr darauf das Album Distant Echoes. Danach war es lange still um die Band. Erst im Jahr 2008 meldeten sich Jade Warrior zurück mit ihrem neuen Album Now und mit neuer, „alter“ Besetzung: Jon Field, Glyn Havard und Dave Sturt. 

## Diskografie
- Jade Warrior (1971)
- Released (1971)
- Last Autumn's Dream (1972)
- Floating World (1974)
- Waves (1975)
- Kites (1976)
- Way of the Sun (1978)
- Horizen (1984)
- At Peace (1989)
- Breathing the Storm (1992)
- Distant Echoes (1993)
- Elements: An Island Anthology (1995)
- Eclipse (1998)
- Fifth Element (1998)
- NOW (2008)